# Општина Ливезиле (Мехединци)
Општина Ливезиле (рум. Comuna Livezile) је општина у Румунији у округу Мехединци.
Површина општине износи 67,19 km².

## Становништво и насеља
Општина Ливезиле је на попису 2021. године имала 1.424 становника, за 254 мање (-15,14%) од претходног пописа 2011. године када је било 1.678 становника.
Већину становништва чине Румуни.
| Етнички састав према попису из 2011.‍ | Етнички састав према попису из 2011.‍ | Етнички састав према попису из 2011.‍ | Етнички састав према попису из 2011.‍ | Етнички састав према попису из 2011.‍ |
| ------------------------------------ | ------------------------------------ | ------------------------------------ | ------------------------------------ | ------------------------------------ |
|                                      |                                      |                                      |                                      |                                      |
| Румуни                               | Румуни                               |                                      | 1.607                                | 95,77%                               |
| Непознато                            | Непознато                            |                                      | 71                                   | 4,23%                                |

### Насеља
Општина се састоји из 5 насеља.
| Насеље           | Румунски назив | Бр. ст. (2011) | Бр. ст. (2011) |
| ---------------- | -------------- | -------------- | -------------- |
| Изворалу де Жос  |                | 210            | 182            |
| Извору Анештилор |                | 216            | 206            |
| Ливезиле         |                | 934            | 826            |
| Петриш           |                | 146            | 78             |
| Штефан Одоблежа  |                | 172            | 132            |
| Општина Ливезиле |                | 1.678          | 1.424          |